# Molekulare Gitarre
Dustin W. Carr aus der Arbeitsgruppe von Professor Harold G. Craighead entwickelte 1997 die molekulare Gitarre (oder Nanogitarre) in der Cornell Nanofabrication-Fakultät als humorvolle und erfolgreiche Idee zur Präsentation der Nanotechnologie. Ob die molekulare Gitarre als tatsächliche Gitarre einzustufen ist, ist umstritten.
Die Länge der molekularen Gitarre beträgt 10 Mikrometer, was einem Zwanzigstel der Dicke eines menschlichen Haares gleichkommt. Die sechs Saiten sind jeweils 50 Nanometer dick. Die gesamte Gitarrengröße entspricht der eines durchschnittlichen Erythrozyten. Die molekulare Gitarre besteht aus kristallinem Silizium, wurde mittels Elektronenstrahllithografie durch einen Laser geformt und ist durch winzige Laser in einem Elektronenmikroskop spielbar. Die Tonhöhe der Gitarre ist 17 Oktaven höher als klassische Gitarren, weshalb der von dieser Gitarre erzeugte Schall auch bei großer Verstärkung nicht vom Ohr gehört werden kann.

## Weitere Literatur
- K. Eric Drexler: Nanosystems, Molecular Machinery, Manufacturing and Computation. John Wiley and Son, Canada 1992, ISBN 0-471-57518-6, S. 254–257.
- Douglas Mulhall: Our Molecular Future. Prometheus Books, Amherst, NY 2002, ISBN 1-57392-992-1.
- Charles Piddock: Future Tech. Creative Media Applications, 2009, ISBN 978-1-4263-0468-2, S. 35–39.
- Ted Sargent: The Dance of Molecules. Thunder’s Mouth Press, New York, NY 2006, ISBN 1-56025-809-8.
- J. Storrs Hall: Nanofuture. Prometheus Books, Amherst, NY 2005, ISBN 1-59102-287-8, S. 9–10.